# Kleinwangen (Hohenrain)
Kleinwangen (toponimo tedesco; fino all'inizio del XX secolo Wangen) è una frazione del comune svizzero di Hohenrain, nel distretto di Hochdorf (Canton Lucerna).

## Monumenti e luoghi d'interesse
- Chiesa parrocchiale cattolica di San Giorgio, attestata dal 1269, ricostruita nel 1724-1731 e ristrutturata nel 1820 e nel 1897[1].